# Stéphanie Bernier
Pas d'image ? Cliquez ici

a Compétitions nationales et continentales officielles uniquement.

b Matchs officiels uniquement.
Dernière mise à jour le 2 août 2014.
Stéphanie Bernier, née le 25 juin 1988, est une joueuse canadienne de rugby à XV, occupant le poste de demie de mêlée en équipe du Canada de rugby à XV féminin et en équipe nationale de rugby à sept.
Sa marraine est la médaillée olympique en plongeon Sylvie Bernier. Elle est une joueuse de rugby de l'Université de Laval, au Québec.
Elle est appelée en 2012 en équipe nationale du Canada pour un rassemblement de 40 joueuses du 28 juillet au 6 août à Shawnigan Lake en Colombie-Britannique. Elle est alors coordonnatrice assurance qualité dans une boulangerie-pâtisserie.
Elle dispute la Coupe des Nations, en août 2013, au Colorado, avec l'Équipe du Canada de rugby à XV féminin.
Elle est retenue pour disputer la Coupe du monde féminine de rugby à XV 2014 après une tournée dans l'hémisphère Sud (victoire 22-0 face aux Australiennes, deux revers face à la Nouvelle-Zélande 16-8 et 33-21).
Elle dispute les trois matchs de poule, les trois comme titulaire du poste de demi de mêlée. Le Canada se qualifie pour les demi-finales après deux victoires et un match nul concédé contre l'Angleterre 13-13. Elle se blesse contre les Françaises en demi-finale. Le Canada se qualifie pour la finale. C'est la première fois que le Canada parvient à ce stade de la compétition et c'est seulement la quatrième nation à réaliser cette performance.

## Palmarès
- sélections en Équipe du Canada de rugby à XV féminin
- participation à la Coupe du monde féminine de rugby à XV 2014